# Canton de Frangy
Le canton de Frangy est une ancienne division administrative française, située dans le département de la Haute-Savoie en région Rhône-Alpes. Il disparaît en 2015 après les élections départementales.

## Géographie
C'était un canton rural, structuré par la vallée des Usses qui bénéficie d'un climat doux et ensoleillé, avec un relief vallonné, traversé par la rivière Les Usses et par des torrents.
Au nord la montagne de Vuache une chaîne dorsale de 13 km de long sur 1,5 km de large d'altitude 700 à 1 101 m (Mont Vuache), délimite l'extrême sud-ouest du bassin genevois.
- Accès :
  - RN 508 section Annecy - Bellegarde-sur-Valserine.
  - Autoroute A40, sortie « Eloise ».
  - Gares : Aucune gare sur le territoire du canton. Gares les plus proches du chef-lieu : Bellegarde-sur-Valserine (15 km) et Seyssel (14 km).
- Aéroport international de Genève-Cointrin (33 km) ou aéroport régional d'Annecy (25 km).

## Histoire
Lors de l'annexion du duché de Savoie à la France révolutionnaire en 1792, le pays de Frangy et la vallée des Usses sont organisés en canton avec Frangy pour chef-lieu, au sein du département du Mont-Blanc, dans le district de Carouge,. Ce nouveau canton comptait dix communes : Bassy et Vetrens ; Challonges ; Franclens ; Frangy ; Musiège ; Saint-Germain ; Sallenove ; Seyssel ; Usinens et Chêne et Vanzier , avec 4 363 habitants. Avec la réforme de 1800, le canton est agrandi en passant à 24 communes, dans l'arrondissement communal de Genève, dans le nouveau département du Léman.
En 1814, en partie, puis en 1815, en totalité, le duché de Savoie retourne dans le giron de la maison de Savoie. Le canton français de Frangy et ses communes sont intégrés, avec la nouvelle organisation de 1816, dans le mandement sarde de Saint-Julien qui comprend trente communes, au sein de la province de Carouge. Les réformes de 1818, puis de 1837 maintiennent le mandement de Saint-Julien qui passe à (29 communes. Carouge et d'autres communes frontalières ont été données à la Suisse par le traité de Turin de 1816, mais la province continue d'exister avec Saint-Julien comme nouveau-chef-lieu. La province disparaît pour intégrer celle du Genevois, dans la nouvelle division administrative d'Annecy.
Au lendemain de l'Annexion de 1860, le duché de Savoie est réuni à la France et retrouve une organisation cantonale, au sein du nouveau département de la Haute-Savoie, créé par décret impérial le 15 juin 1860. Le canton de Frangy est à nouveau créé par décret du 20 décembre 1860 et formé avec des communes retirées des cantons de Seyssel et de Saint-Julien.
Lors du redécoupage cantonal de 2014, le canton est supprimé et les communes rejoignent le canton de Saint-Julien-en-Genevois à compter des élections départementales de mars 2015.

## Composition
Le canton du Frangy regroupait les communes suivantes :
| Nom                | Code Insee | Intercommunalité  | Superficie (km2) | Population (dernière pop. légale) | Densité (hab./km2) |
| ------------------ | ---------- | ----------------- | ---------------- | --------------------------------- | ------------------ |
| Frangy (chef-lieu) | 74131      | CC Usses et Rhône | 9,69             | 2 070 (2014)                      | 214                |
| Chaumont           | 74065      | CC Usses et Rhône | 12,38            | 448 (2014)                        | 36                 |
| Chavannaz          | 74066      | CC Usses et Rhône | 3,17             | 208 (2014)                        | 66                 |
| Chessenaz          | 74071      | CC Usses et Rhône | 5,23             | 202 (2014)                        | 39                 |
| Chilly             | 74075      | CC Usses et Rhône | 18,58            | 1 206 (2014)                      | 65                 |
| Clarafond-Arcine   | 74077      | CC Usses et Rhône | 16,88            | 938 (2014)                        | 56                 |
| Contamine-Sarzin   | 74086      | CC Usses et Rhône | 6,86             | 669 (2014)                        | 98                 |
| Éloise             | 74109      | CC Usses et Rhône | 8,95             | 837 (2014)                        | 94                 |
| Marlioz            | 74168      | CC Usses et Rhône | 8,12             | 843 (2014)                        | 104                |
| Minzier            | 74184      | CC Usses et Rhône | 8,79             | 947 (2014)                        | 108                |
| Musièges           | 74195      | CC Usses et Rhône | 2,98             | 377 (2014)                        | 127                |
| Vanzy              | 74291      | CC Usses et Rhône | 5,57             | 317 (2014)                        | 57                 |

## Représentation

### Conseillers d'arrondissement (de 1861 à 1940)
| Période                                  | Période      | Identité                         | Étiquette | Qualité |
| ---------------------------------------- | ------------ | -------------------------------- | --------- | --- |
|                                          |              |                                  |           | |
|                                          | 1899 (décès) | M. Bugnet                        |           | |
|                                          |              |                                  |           | |
|                                          | 1938         | Albert Vial                      | URD       | Pharmacien à Frangy                                                                                         |
| 1938                                     | 1940         | Jean-François Gindre (1896-1973) | URD       | Agent d'assurances, maire de Marlioz                                                                        |
| 1940                                     |              |                                  |           | Les conseils d'arrondissement ont été suspendus par la loi du 12 octobre 1940 et n'ont jamais été réactivés |
| Les données manquantes sont à compléter. |              |                                  |           | |

### Conseillers généraux de 1861 à 2015
| Période | Période          | Identité                      | Étiquette                  | Qualité |
| ------- | ---------------- | ----------------------------- | -------------------------- | --- |
| 1861    | 1872 (décès)     | Claude Bastian                | Majorité dynastique        | Propriétaire, ancien syndic de Frangy, conseiller de la province du Genevois député de Savoie au Parlement de Turin Maire de Frangy |
| 1872    | 1880             | Alexis Chatenoud              | Républicain                | Docteur à Frangy |
| 1880    | 1886             | Erasme Bonier                 | Républicain                | Géomètre puis juge de paix |
| 1886    | 1892             | Henri Chatenoud               | Républicain                | Propriétaire, notaire, maire de Frangy                                                                                              |
| 1892    | 1912 (démission) | Camille Delevaud ou Delesvaud | Républicain                | Notaire, maire de Frangy (1896-1907)                                                                                                |
| 1912    | 1919 (décès)     | Louis Gramusset               | Rad.                       | Professeur au lycée d'Annecy |
| 1919    | 1938 (décès)     | François Bonier               | RG                         | Médecin à Saint-Julien-en-Genevois, propriétaire à Frangy                                                                           |
| 1938    | 1940             | Albert Vial                   | Entente républicaine (DVD) | Pharmacien à Frangy, conseiller d'arrondissement Nommé conseiller départemental en 1942                                             |
|         |                  |                               |                            | |
| 1945    | 1967             | Eugène Chaumontet             | MRP puis CD                | Cultivateur - Maire de Clarafond (1947-1971)                                                                                        |
| 1967    | 1979             | René Girard                   | CD puis UDF-CDS            | Notaire - Maire de Frangy (1965-1971)                                                                                               |
| 1979    | 2004             | Roger Vionnet                 | DVD                        | Maire de Vanzy (2001-2020) |
| 2004    | 2015             | Vincent Rabatel               | DVD                        | Agent général d'assurances à Frangy Vice-président du conseil général                                                               |